# Omega Pharma-Lotto/Saison 2010
Dieser Artikel listet Erfolge und Mannschaft des Radsportteams Omega Pharma-Lotto in der Saison 2010 auf.

## Saison 2010

### Erfolge in der UCI WorldTour
In den Rennen der Saison 2010 der UCI WorldTour gelangen die nachstehenden Erfolge.
| Datum         | Rennen                     | Fahrer           |
| ------------- | -------------------------- | ---------------- |
| 18. April     | Amstel Gold Race           | Philippe Gilbert |
| 14. Mai       | 6. Etappe Giro d’Italia    | Matthew Lloyd    |
| 30. August    | 3. Etappe Vuelta a España  | Philippe Gilbert |
| 17. September | 19. Etappe Vuelta a España | Philippe Gilbert |
| 16. Oktober   | Giro di Lombardia          | Philippe Gilbert |

### Erfolge in der UCI Europe Tour
In den Rennen der Saison 2010 der UCI Europe Tour gelangen die nachstehenden Erfolge.
| Datum                      | Rennen                             | Kat. | Fahrer           |
| -------------------------- | ---------------------------------- | ---- | ---------------- |
| 26. Mai                    | 1. Etappe Belgien-Rundfahrt        | 2.HC | Philippe Gilbert |
| 30. September              | 1. Etappe Circuit Franco-Belge     | 2.1  | Adam Blythe      |
| 2. Oktober                 | 3. Etappe Circuit Franco-Belge     | 2.1  | Adam Blythe      |
| 30. September – 3. Oktober | Gesamtwertung Circuit Franco-Belge | 2.1  | Adam Blythe      |
| 12. Oktober                | Nationale Sluitingsprijs           | 1.1  | Adam Blythe      |
| 14. Oktober                | Giro del Piemonte                  | 1.HC | Philippe Gilbert |

### Zugänge – Abgänge
| Zugänge                | Team 2009            | Abgänge           | Team 2010                    |
| ---------------------- | -------------------- | ----------------- | ---------------------------- |
| Daniel Moreno          | Caisse d’Epargne     | Johan Vansummeren | Garmin-Transitions           |
| Jurgen Van Goolen      | Team Saxo Bank       | Roy Sentjens      | Team Milram                  |
| Jan Bakelants          | Topsport Vlaanderen  | Cadel Evans       | BMC Racing Team              |
| Gerben Löwik           | Vacansoleil          | Bart Dockx        | Landbouwkrediet              |
| Adam Blythe            | Davo-Lotto-Davitamon | Pieter Jacobs     | Topsport Vlaanderen-Mercator |
| Jean-Christophe Péraud | Orbea MTB            | Gorik Gardeyn     | Vacansoleil                  |

### Mannschaft
| Name                   | Geburtstag         | Nationalität           |              |
| ---------------------- | ------------------ | ---------------------- | ------------ |
| Mario Aerts            | 31. Dezember 1974  | Belgien                |              |
| Jan Bakelants          | 14. Februar 1986   | Belgien                |              |
| Adam Blythe            | 1. Oktober 1989    | Vereinigtes Königreich |              |
| Christophe Brandt      | 6. Mai 1977        | Belgien                |              |
| Wilfried Cretskens     | 10. Juli 1976      | Belgien                |              |
| Glenn D’Hollander      | 28. Dezember 1974  | Belgien                |              |
| Francis De Greef       | 2. Februar 1985    | Belgien                |              |
| Kenny Dehaes           | 10. November 1984  | Belgien                |              |
| Mickaël Delage         | 6. August 1985     | Frankreich             |              |
| Michiel Elijzen        | 31. August 1982    | Niederlande            |              |
| Philippe Gilbert       | 5. Juli 1982       | Belgien                |              |
| Leif Hoste             | 17. Juli 1977      | Belgien                |              |
| Olivier Kaisen         | 30. April 1983     | Belgien                |              |
| Sebastian Lang         | 15. September 1979 | Deutschland            |              |
| Jonas Ljungblad        | 15. Januar 1979    | Schweden               |              |
| Matthew Lloyd          | 24. Mai 1983       | Australien             |              |
| Gerben Löwik           | 29. Juni 1977      | Niederlande            |              |
| Daniel Moreno          | 5. September 1981  | Spanien                |              |
| Jean-Christophe Péraud | 22. Mai 1977       | Frankreich             |              |
| Jürgen Roelandts       | 2. Juli 1985       | Belgien                |              |
| Staf Scheirlinckx      | 12. März 1979      | Belgien                |              |
| Tom Stubbe             | 26. Mai 1981       | Belgien                |              |
| Greg Van Avermaet      | 17. Mai 1985       | Belgien                |              |
| Jurgen Van Den Broeck  | 1. Februar 1983    | Belgien                |              |
| Jurgen Van Goolen      | 28. November 1980  | Belgien                |              |
| Jelle Vanendert        | 19. Februar 1985   | Belgien                |              |
| Charles Wegelius       | 26. April 1978     | Vereinigtes Königreich |              |
| Stagiaires             | Stagiaires         | Nationalität           | Nationalität |
| Walt De Winter         | Walt De Winter     | Belgien                |              |
| Jens Debusschere       | Jens Debusschere   | Belgien                |              |

## Trikot

2010